# فاسو ایرویز
فاسو ایرویز (به انگلیسی: Faso Airways) یک شرکت هواپیمایی با کد یاتا F3 است که در تاریخ ۲۰۰۰ میلادی تأسیس شده است.
دفتر مرکزی فاسو ایرویز در اوآگادوگو، بورکینافاسو واقع شده‌است.